# Aleksandra Sikorska (volley-ball)
Aleksandra Sikorska est une ancienne joueuse de volley-ball polonaise née le 28 avril 1993 à Varsovie. Elle mesure 1,86 m et jouait au poste de centrale. Elle a totalisé 22 sélections en équipe de Pologne.

## Clubs
| Club                 | De        | À         |
| -------------------- | --------- | --------- |
| Sparta Varsovie      |           | 2011-2012 |
| Budowlani Łódź       | 2012-2013 | 2014-2015 |
| Impel Wrocław        | 2015-2016 | déc 2016  |
| MKS Dąbrowa Górnicza | 2016-2017 | 2017-2018 |